# 貝加爾湖杜父魚
貝加爾湖杜父魚（学名：Limnocottus bergianus）為輻鰭魚綱鮋形目杜父魚亞目淵杜父魚科的其中一種，為淡水魚類，分布於俄羅斯貝加爾湖流域，棲息深度100-1000公尺，體長可達22.5公分，棲息在底層水域，生活習性不明。